# Villaggio Solvay

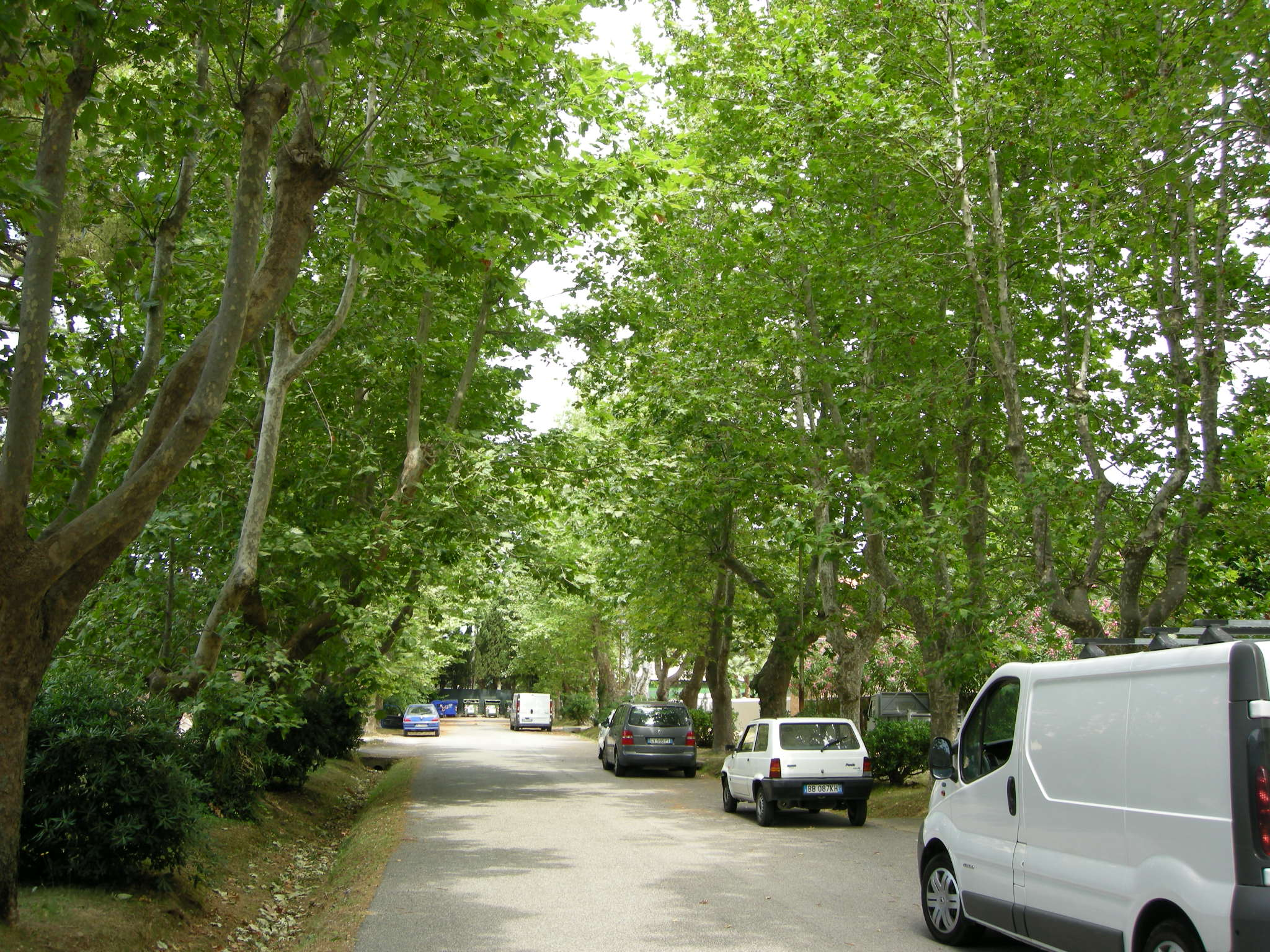
Viale alberato

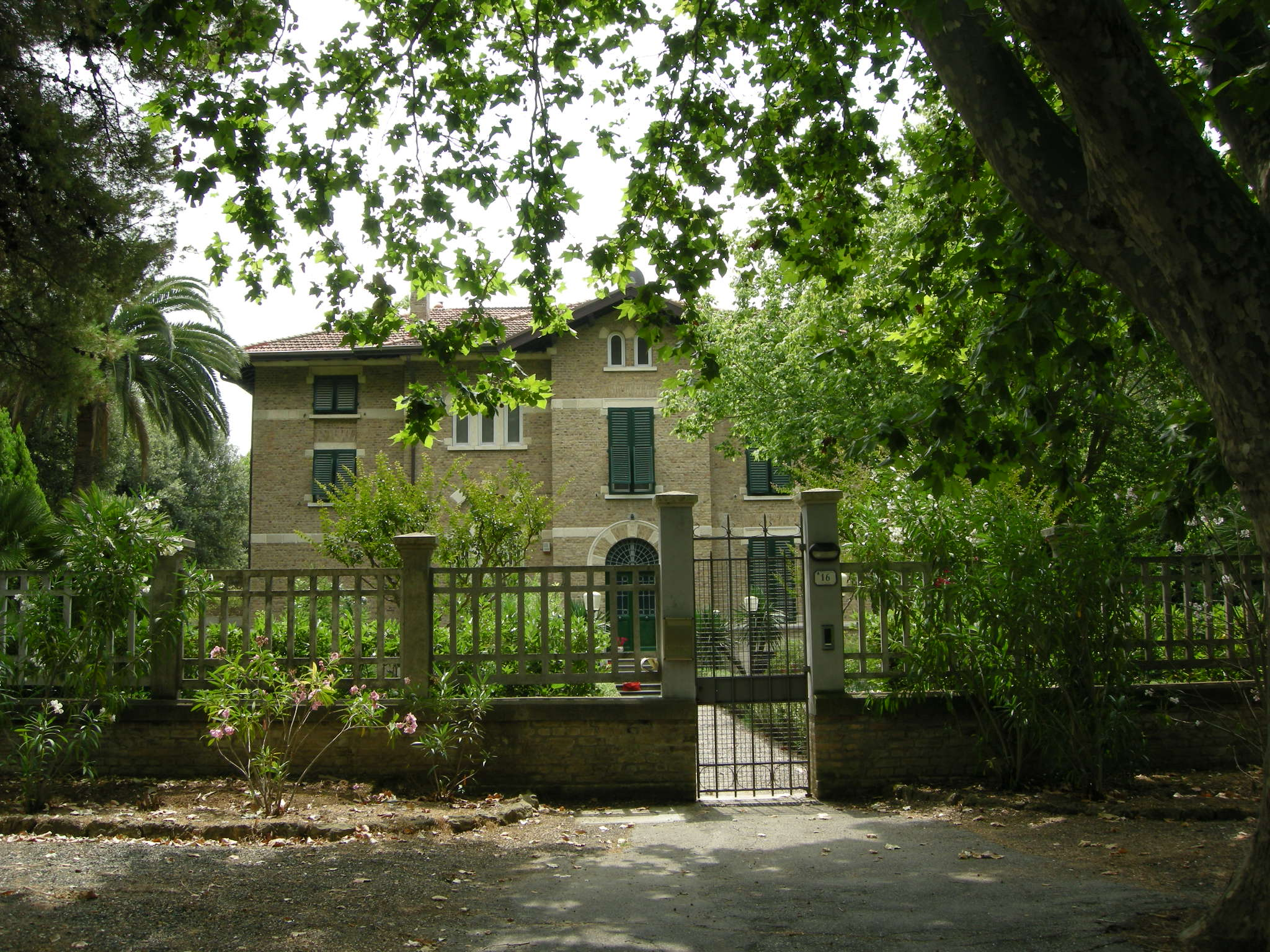
Casa per dirigenti

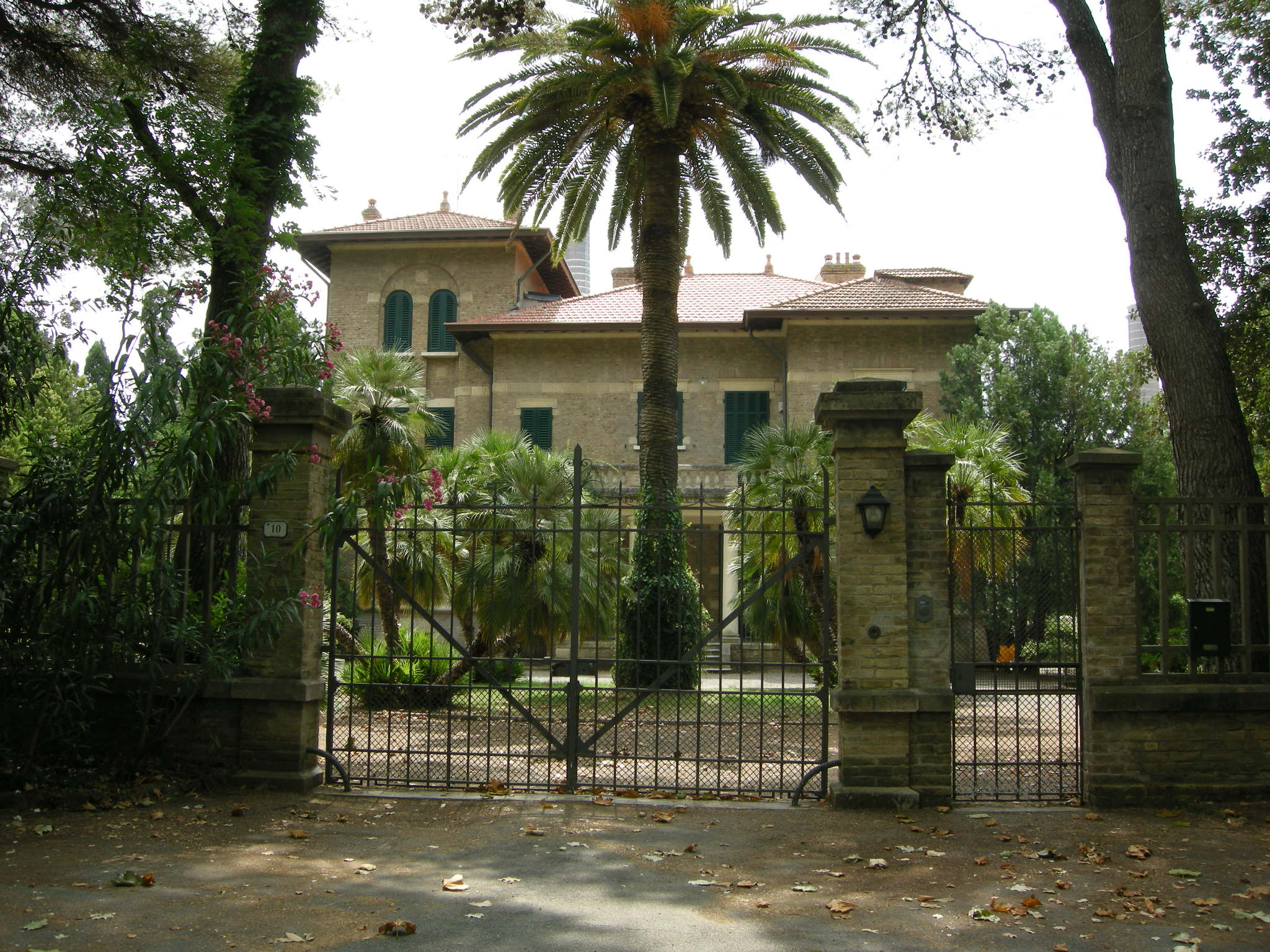
Casa per dirigenti, alle spalle dello stabilimento

Il Villaggio Solvay è un complesso residenziale situato a Rosignano Solvay, nel comune di Rosignano Marittimo. È un raro esempio di città giardino in Italia.

## Storia
La zona su cui sorge attualmente Rosignano Solvay si presentava, agli inizi dell'Ottocento, come un territorio fortemente depresso, prevalentemente paludoso, isolato dalle principali vie di comunicazione e afflitto dai mali endemici della Maremma toscana: carestie, malaria e brigantaggio.
La situazione mutò radicalmente intorno alla metà del secolo con l'imponente opera di bonifica attuata dai Granduchi di Lorena che fece di Vada il centro agricolo più importante di tutta l'alta Maremma.
Rosignano Marittimo, che rappresentava il baricentro amministrativo, continuò a mantenere l'egida sul territorio fino a quando una serie di fattori, tra cui la costruzione del tratto ferroviario Vada-Livorno (1909-1910), accrebbero l'interesse per l'area costiera, dando origine, tra l'altro, all'attività turistica della località di Castiglioncello.
Ernest Solvay intuì che questa zona poteva rappresentare il fulcro di un polo per la fabbricazione della soda, in quanto ricca delle materie prime indispensabili al ciclo Solvay (sale a Ponteginori, calcare a Rosignano Marittimo e a San Carlo e acqua marina per la refrigerazione) e facilmente collegabile alle grandi vie di comunicazione rotabili, ferroviarie e marittime.
In un primo momento la scelta cadde sulla piana di Cecina dove alcuni funzionari Solvay si recarono allo scopo di acquistare le aree necessarie alla realizzazione del progetto. Le innumerevoli difficoltà insorte a causa della diffidenza dei proprietari terrieri li indussero a ripiegare sulla campagna acquitrinosa compresa tra l'abitato Castiglioncello-Caletta e il corso del fiume Fine, occupata solo dal piccolo agglomerato rurale di Mondiglio e da rare case coloniche di origine lorenese.
L'acquisto dei terreni si svolse rapidamente: nel 1913, un documento inviato dal Comune di Rosignano alla Camera del Commercio di Pisa decretò la nascita ufficiale della Solvay in Italia. Allo stesso anno risale lo scalo ferroviario concepito a servizio dello stabilimento, per permettere un più comodo approvvigionamento di materiali e consentire l'avvio della costruzione delle officine e degli alloggi che avrebbero dovuto ospitare i tecnici e le maestranze venuti da Bruxelles per la messa in marcia della sodiera. Tre anni più tardi, la stazione ferroviaria viene abilitata al servizio passeggeri.

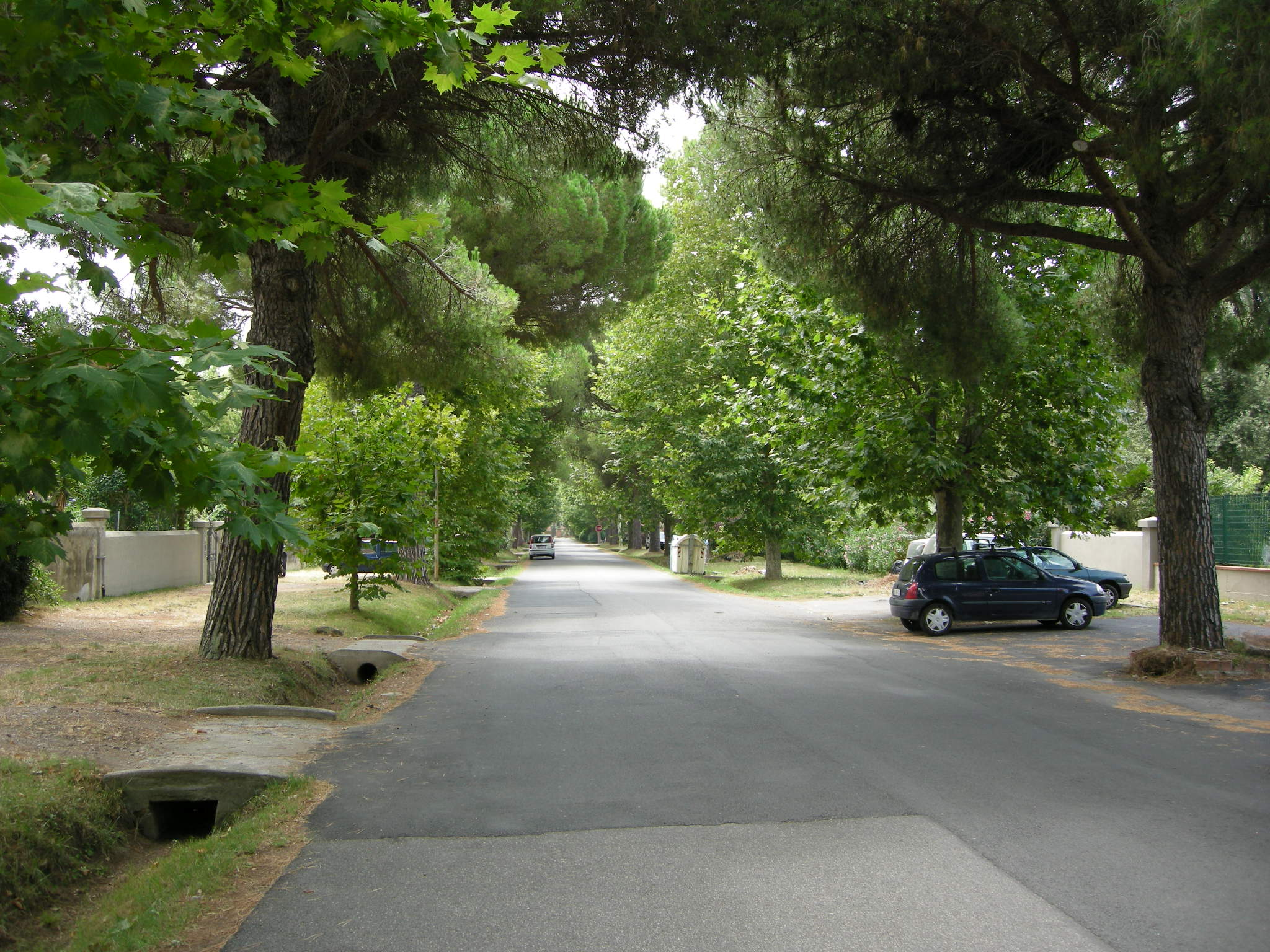
Viale alberato

Neanche gli effetti nefasti della prima guerra mondiale (nell'agosto del 1914 le armate tedesche invasero il Belgio) riuscirono a fermare il processo di espansione dell'insediamento: i molti ritardi verificatisi non pregiudicarono in alcun modo la crescita già prevista di Rosignano. Nel marzo del 1917, tra le profonde difficoltà degli ultimi mesi di guerra, una delibera consiliare sancì la decisione del Comune di denominare il nuovo agglomerato Rosignano Solvay (distinto dal centro collinare che, in questa occasione, riassume il cinquecentesco appellativo di "Marittimo", ubicato cioè vicino al mare): si generò così un binomio inscindibile tra la Società e il nuovo centro urbano che essa stessa ha creato.
L'inizio dell'edificazione di case per gli impiegati e gli operai costituì il primo passo verso una vera e propria città industriale dotata anche di opere sociali per il lavoro, lo svago, la cultura, la salute, lo sport. Anche l'Amministrazione comunale, che all'inizio aveva guardato con preoccupazione alla sottrazione di ampi spazi all'agricoltura, finì per non disdegnare gli eventuali benefici che un intervento di così ampio respiro avrebbe potuto arrecare alla zona.
La capillare pianificazione del tessuto urbano di Rosignano Solvay non fu tuttavia un'operazione preordinata secondo il moderno concetto di gestione del territorio: a mano a mano che l'industria necessitava di nuovi spazi, venivano acquistati terreni sul cui utilizzo l'Amministrazione Solvay di Rosignano attendeva direttive da Bruxelles. La Direzione Generale, forse nella persona dello stesso Ernest Solvay in stretta collaborazione con i tecnici responsabili in Italia, procedeva poi alla pianificazione dei singoli interventi da eseguire sulle nuove zone e inviava a Rosignano gli avant-projets dei singoli edifici, firmati dall'architetto Jules Brunfaut.

## Il Villaggio

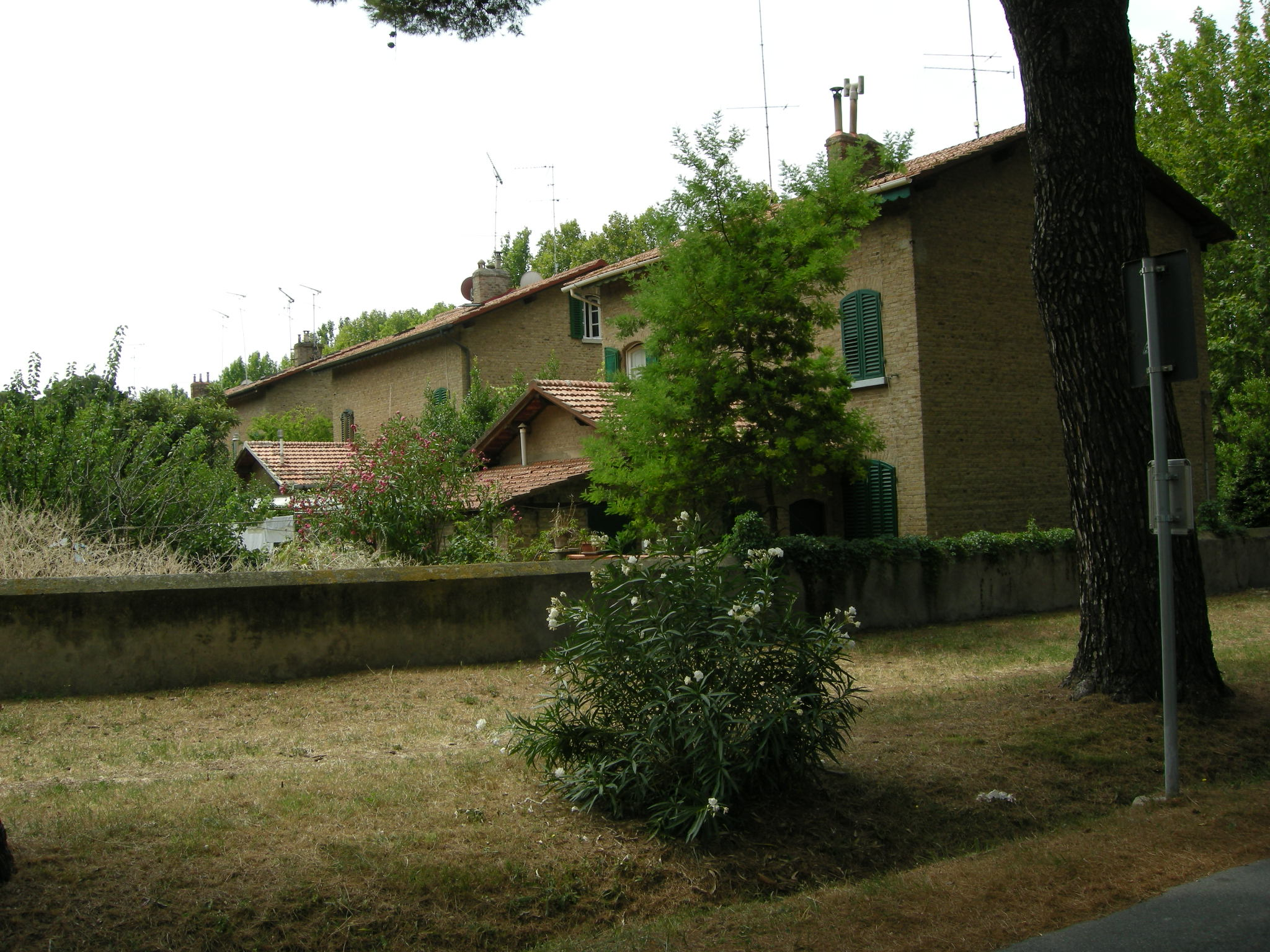
Case per operai

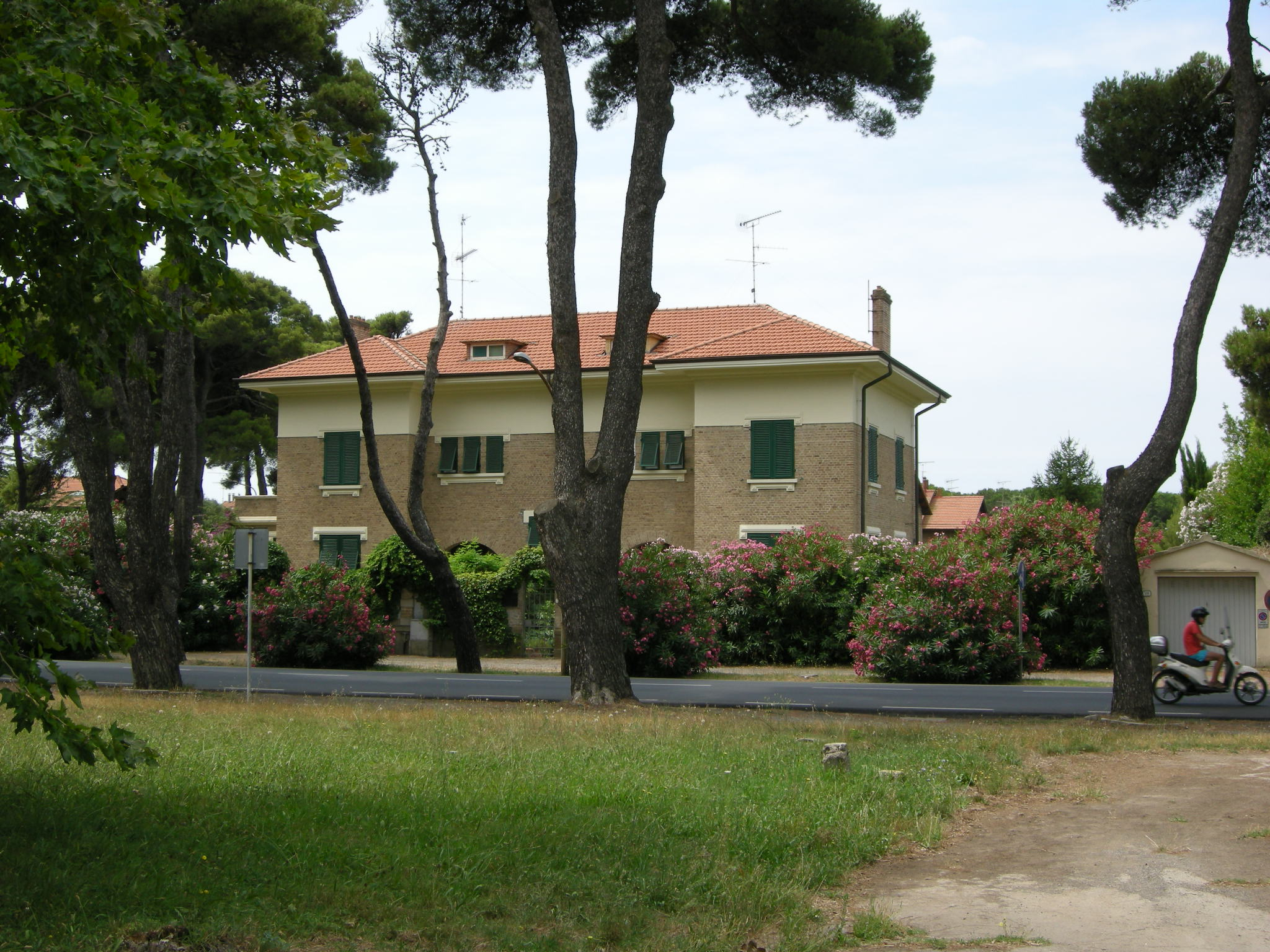
Case per impiegati

L'insediamento residenziale della Solvay è caratterizzato dalla diversa concezione degli alloggi dei dipendenti: numerose tipologie abitative, pur nell'ambito dello stesso codice architettonico improntato chiaramente a modelli nordici, proiettavano all'esterno dell'officina le differenziazioni gerarchiche interne. I progetti delle abitazioni, elaborati da Jules Brunfaut e realizzati direttamente dalla manodopera Solvay e da qualche impresa locale, vennero identificati con una numerazione crescente che dalla casa tipo 1 del direttore, attraverso le case tipo 7 con un modulo bifamiliare per gli impiegati, arrivava alle case tipo 9 a quattro appartamenti articolati su due piani e destinate agli operai.
Nel 1919, mentre proseguì l'ampliamento della fabbrica, inizia a delinearsi la citè con i primi lotti di case tipo 7 del 1914, tipo 6 , tipo 8 e tipo 9 del 1917, la dispensa e gli uffici della direzione.
Nel 1923 oltre la barriera costituita dalla ferrovia-Aurelia si costruirono i primi gruppi di case operaie che si sviluppano verso la fascia costiera; ogni casa è dotata di un ampio spazio di pertinenza - orto e giardino - equamente diviso tra le quattro famiglie.
La maglia ortogonale che definiva i futuri isolati a nord era già definita nel 1929, mentre il nucleo immediatamente a ridosso dello stabilimento risultò completato con le case tipo 1 e tipo 3 del direttore e degli ingegneri, tipo 4, tipo 5, tipo 6, tipo 7, tipo 8 per gli impiegati e tipo 9 per gli operai; erano già funzionanti la dispensa, gli uffici della direzione, le scuole, il circolo-teatro, l'ospedale e il casino-foresteria.
I criteri generatori dell'insediamento sono improntati ad una profonda attenzione alla qualità della vita dell'individuo che deve vivere tale spazio: è significativo, ad esempio, che le residenze siano state costruite a nord dell'impianto industriale per evitare l'inquinamento dei gas di scarico.
Bisognerà tuttavia attendere il ventennio 1920-40 affinché l'insediamento, in conseguenza alle leggi fasciste che impedendo l'esportazione di capitali all'estero, spinsero ad investire in loco, riuscisse ad incarnare il modello ideale del padre "educatore" e promotore Ernest Solvay con la dotazione, o il potenziamento, di opere sociali a beneficio dell'intera frazione: il teatro accolse le migliori compagnie di giro italiane; l'assistenza ospedaliera era garantita da specialisti e attrezzature di avanguardia.

## L'intervento di Italo Gamberini
Nella seconda metà degli anni trenta la Solvay, desiderosa di affermare la propria immagine sul territorio, contattò l'architetto Italo Gamberini di Firenze con la precisa intenzione di "ammodernare" numerosi edifici pubblici e di realizzarne di nuovi secondo un linguaggio stilistico più vicino alla realtà locale.
I frequenti rapporti con l'architetto italiano sono testimoniati da numerosi documenti iconografici, tutti rigorosamente autografi, e da una fitta corrispondenza epistolare tra Gamberini e l'ing. Seni, responsabile delle costruzioni complementari della Solvay di Rosignano.
La maggior parte di tali progetti, pur non essendo stati realizzati, sono rimasti a testimoniare la concezione urbanistica ed architettonica di un'epoca, ma gli interventi realizzati secondo le precise indicazioni dell'architetto (lo stabilimento balneare " I Canottieri" del 1939 ed il Villaggio Agricolo del 1940 di cui è stata costruita solo una minima parte) possono essere ancora ammirati nella loro originaria definizione spaziale.
La frenetica attività edilizia degli anni quaranta conferì alla cittadina industriale l'immagine attuale: i viali, l'alberatura, i lotti squadrati, gli orti, l'architettura, le pinete, fanno parte di un disegno generale che caratterizza l'intero agglomerato urbano affermando il tipico "stile Solvay".

## Lo "stile Solvay"

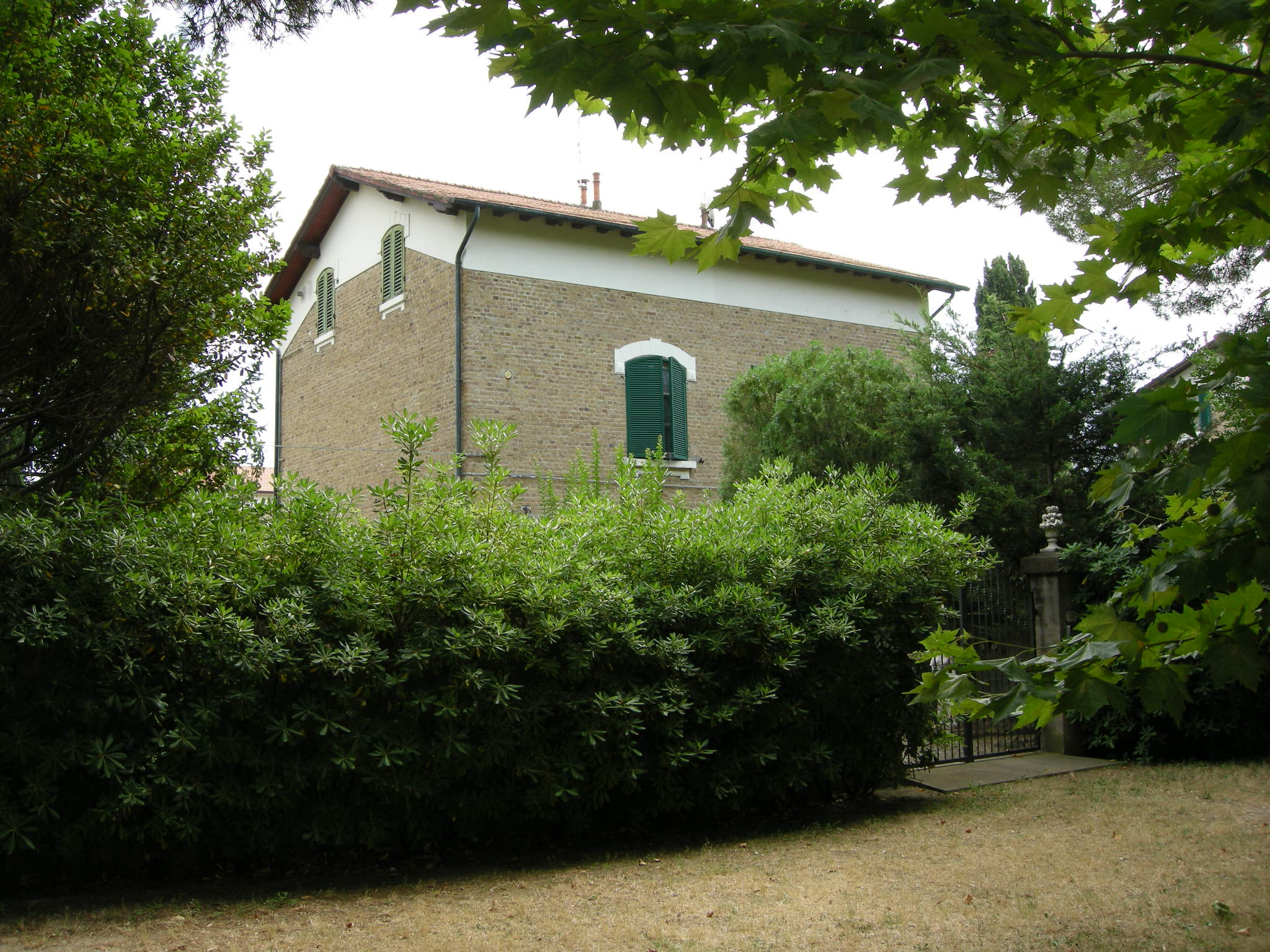
Casa per impiegati, con ampio giardino

Lo stile Solvay, immediatamente percepibile, non è dovuto solo alla scelta degli stessi tipi edilizi ripetuti sistematicamente a Rosignano come in tutti gli altri insediamenti del gruppo; l'estrema regolarità è data dall'uniformità dei lotti posti su una rigorosa griglia ortogonale (generata dall'incrocio tra il viale di accesso alla fabbrica, viale Ernesto Solvay, e la strada di confine dello stabilimento a nord, via Piave), dagli ampi e curati spazi verdi, dai viali alberati che valorizzano prospetticamente gli edifici pubblici intesi come punti di fuga, dalle strade residenziali che tutt'oggi garantiscono riservatezza e tranquillità agli abitanti delle case che vi si affacciano. Esiste, in definitiva, la concezione di un impianto-città in cui lo studio attento delle aree man mano acquisite è riuscito a coordinare ogni tipo di intervento dando origine ad un villaggio ordinato, unitario, e soprattutto "autosufficiente". La rigorosa supervisione, che è alla base del carattere di profonda unitarietà che contraddistingue l'abitato, riesce insomma a scongiurare il rischio di creare un polo industriale amorfo e senza alcun tipo di valenza sociale.

## La Company-Town

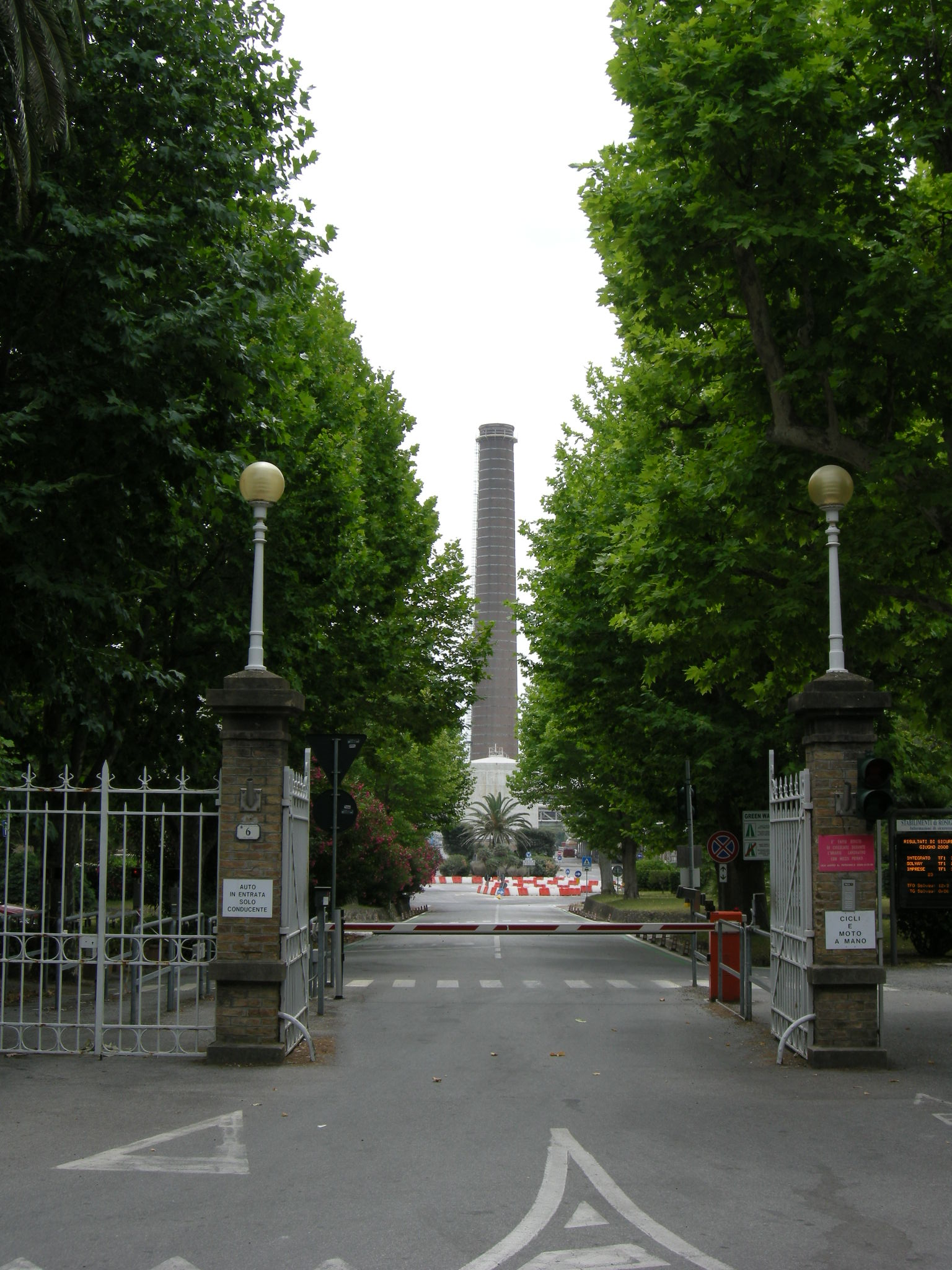
Entrata della Solvay

Durante il periodo fra le due guerre, la Società Solvay, pienamente consapevole di rappresentare la risorsa primaria della zona, gode ormai dell'appoggio incondizionato dell'amministrazione locale per la quale costituisce una fonte di prestigio a livello regionale ed insieme una fucina di enormi potenzialità in un'area fino ad allora 'arretrata', la cui economia si basava esclusivamente sull'agricoltura e sulla pesca.
Sulla scia di uno spirito innovativo che animava l'Europa di inizio secolo sulle questioni sociali, Ernest Solvay pervenne così alla concezione di una città che solo apparentemente è simile alle "utopie" ottocentesche sul rapporto uomo-fabbrica-città. Per capire l'enorme distanza che la separa dalla cité industriale di Tony Garnier o dalla città giardino di Ebenezer Howard, basta pensare alla fortuna che ha avuto l'insediamento di Rosignano risultato di un'attenta operazione economica, di un affaire privato tra una grande Società belga ed un manipolo di proprietari terrieri, che avevano fatto attenti calcoli per la vendita dei loro possedimenti e di contro al fallimento delle "astratte" realizzazioni europee.
Volendo trovare dei precedenti si può eventualmente ricordare l'esperienza di Robert Owen a New Lanark, oppure, nell'ambito dello stesso territorio, il progetto del marchese Carlo Ginori di impiantare, alla fine del XIX secolo, a Cecina una manifattura di porcellane all'interno di una grande fattoria dove operassero e vivessero i suoi dipendenti.

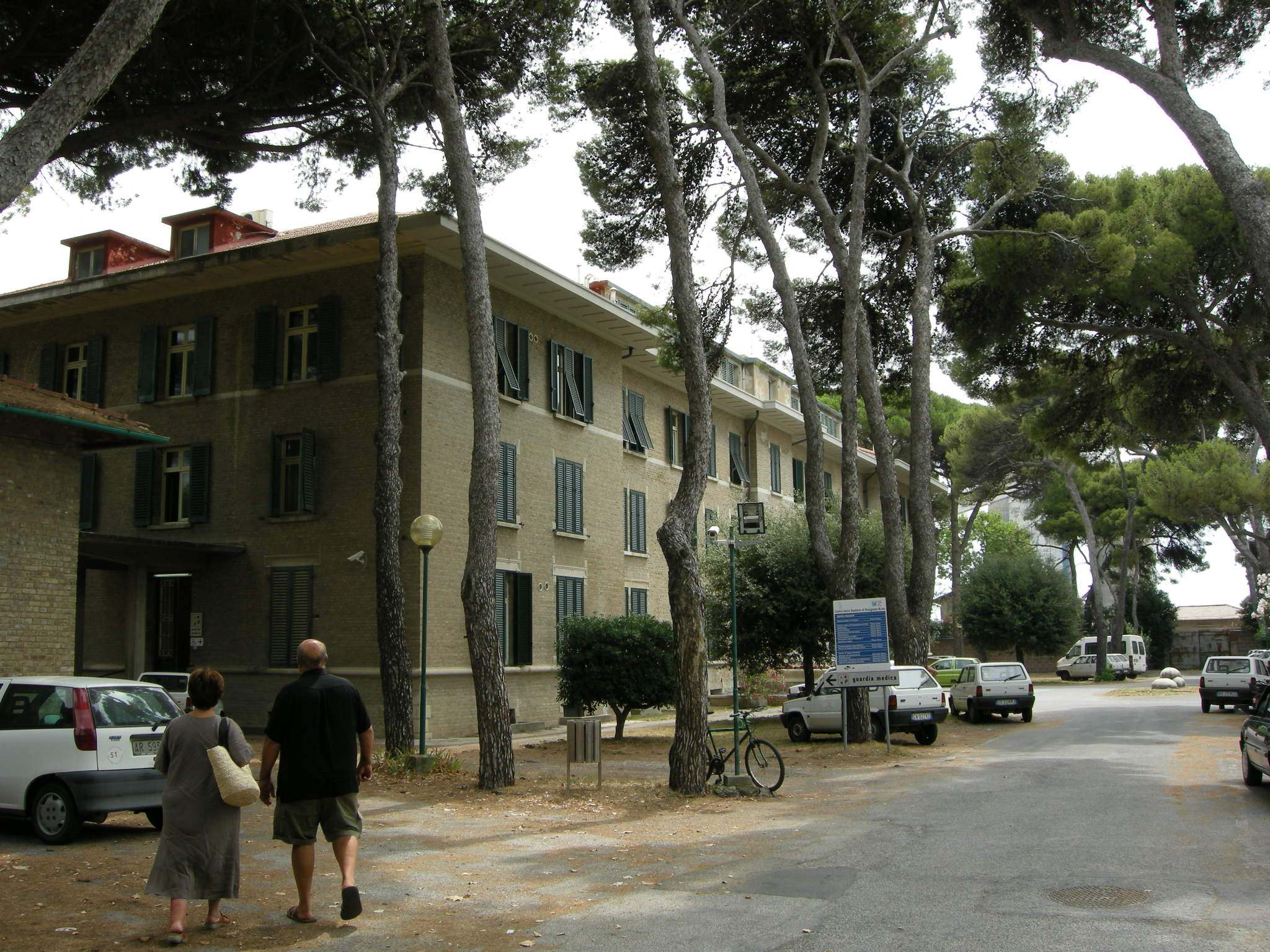
L'ospedale

Alla base del successo dell'insediamento sta certamente anche il fatto di aver potuto operare in un ambiente "vergine", che ha favorito l'intento della Società di impedire fin dall'inizio quella promiscuità casuale fra abitato ed industria che oggi rende purtroppo difficile in molti centri la risoluzione dei problemi attinenti alle tematiche ambientali.
Significativa in quest'ottica appare la volontà di mantenere sgombra da abitati, preservandola ai futuri sviluppi dell'industria, la fascia costiera sita a valle del complesso.
L'importanza urbanistica dell'intervento gradualmente attuato dai Belgi risalta chiaramente anche nell'attuale cartografia, in netto contrasto con lo sviluppo "organico", quasi casuale, di tutte le aree sorte in conseguenza della fabbrica ma in maniera autonoma rispetto ad essa. 
A partire dal 1948, in coincidenza con la massima affermazione economica della Società che raggiunge uno standard produttivo altissimo, grazie anche ad un ulteriore ampliamento dell'industria e dell'organico addetto alle diverse lavorazioni, si realizza il primo vistoso mutamento della politica di sviluppo della società, poiché molti dei 3.300 dipendenti non riuscivano più a sistemarsi, con le loro famiglie, nelle abitazioni realizzate direttamente e date in uso gratuito.
La Solvay, memore del buon risultato di un esperimento svoltosi nel periodo 1934-1938, decise così di incoraggiare l'iniziativa dei singoli dipendenti, cedendo loro, a pagamento differito, senza interessi ed a prezzi del tutto convenzionali, vaste superfici di terreno fabbricativo di sua proprietà e stanziando la cifra di mezzo miliardo di lire per la concessione di somme a mutuo, pressoché esenti da interessi.

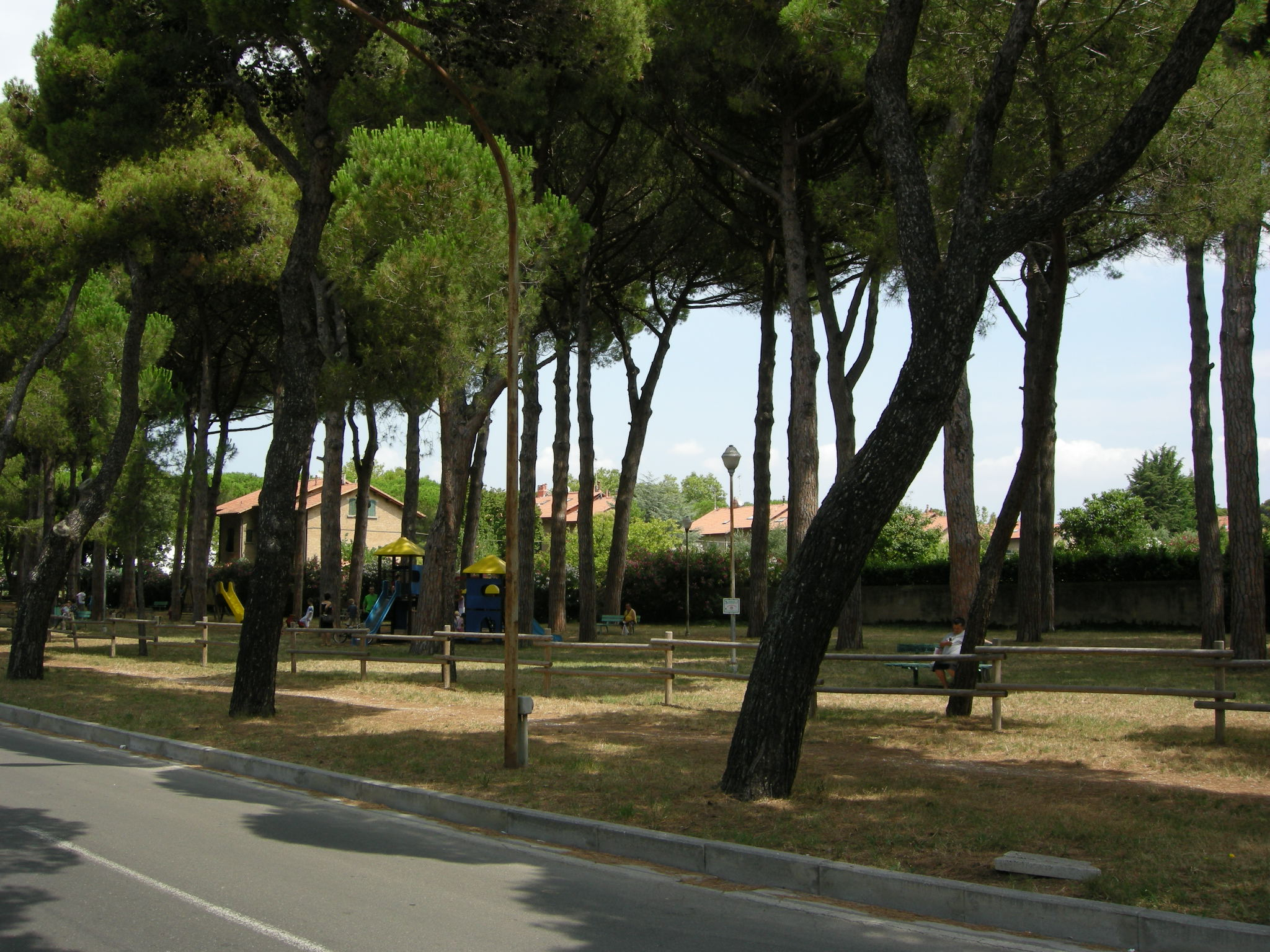
La pineta con la zona ricreativa

Le nuove aree edificate, con adeguati finanziamenti e cessioni di beni a pagamento differito, ad opera dei dipendenti o del Comune (il Villaggio Garibaldi a Vada ed i quartieri a valle della Ferrovia Roma-Livorno), furono anche dotate dei principali servizi pubblici direttamente dalla Solvay che sollevava così l'Amministrazione civica da ogni onere relativo.
Si consolidò quindi uno stretto rapporto di collaborazione tra il Comune, che vedeva il paese svilupparsi così velocemente, e la Società belga consapevole che senza un proprio diretto intervento l'Amministrazione non avrebbe potuto far fronte alle nuove pubbliche necessità, prodottesi in pochissimi anni e per un fenomeno di espansione del tutto eccezionale, provocate dalla politica provvidenziale attuata dal Gruppo nei confronti dei dipendenti privi di alloggio.
È dunque anche nel presupposto di operare in favore della risoluzione di problemi derivanti dalla propria attività industriale, oltreché naturalmente per ridurre al minimo i rischi di conflitti e tensioni sociali al suo interno, che la Società Solvay ha condiviso in molteplici circostanze l'organizzazione civile del centro abitato di Rosignano Solvay con l'Amministrazione Comunale, spesso assumendone direttamente le spese. In compartecipazione con la Società Solvay, che fino agli anni sessanta si è fatta l'onere del relativo esercizio, vengono realizzate anche tutte le opere di urbanizzazione primaria e secondaria.
Questo costante rapporto di collaborazione instauratosi, pur nella diversità degli interessi, tra il Comune e la direzione della fabbrica ha dato vita a Rosignano Solvay ad uno dei pochi tentativi italiani di "Company-town" dove si è tentato di abbinare in maniera organica la razionalità del lavoro alla qualità della vita, e dove si è ottenuto un risultato completamente sui generis basato su concetti di ecologia, di sviluppo sostenibile, di basso impatto ambientale.

## Bibliografia

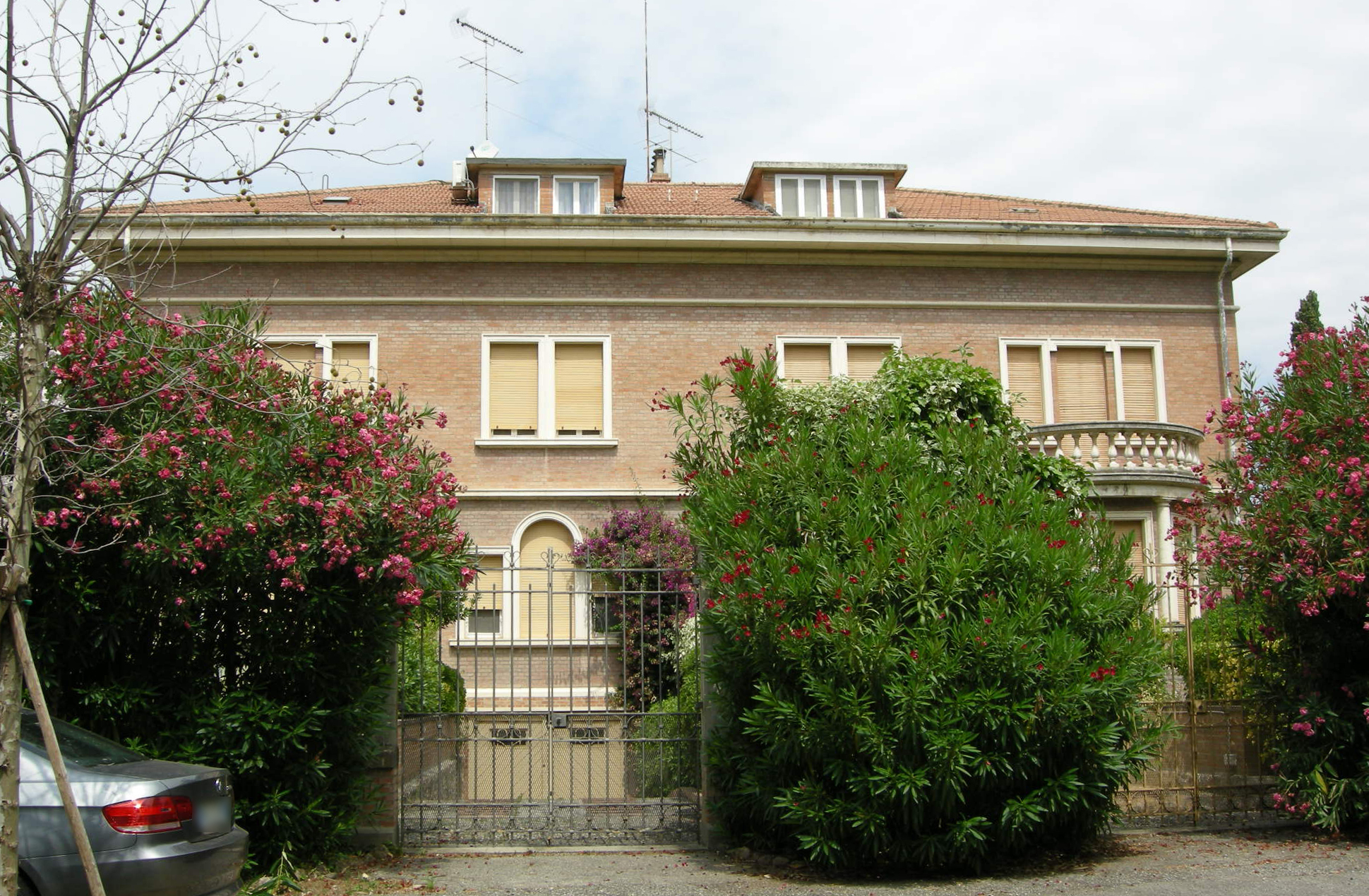
Casa per dirigenti

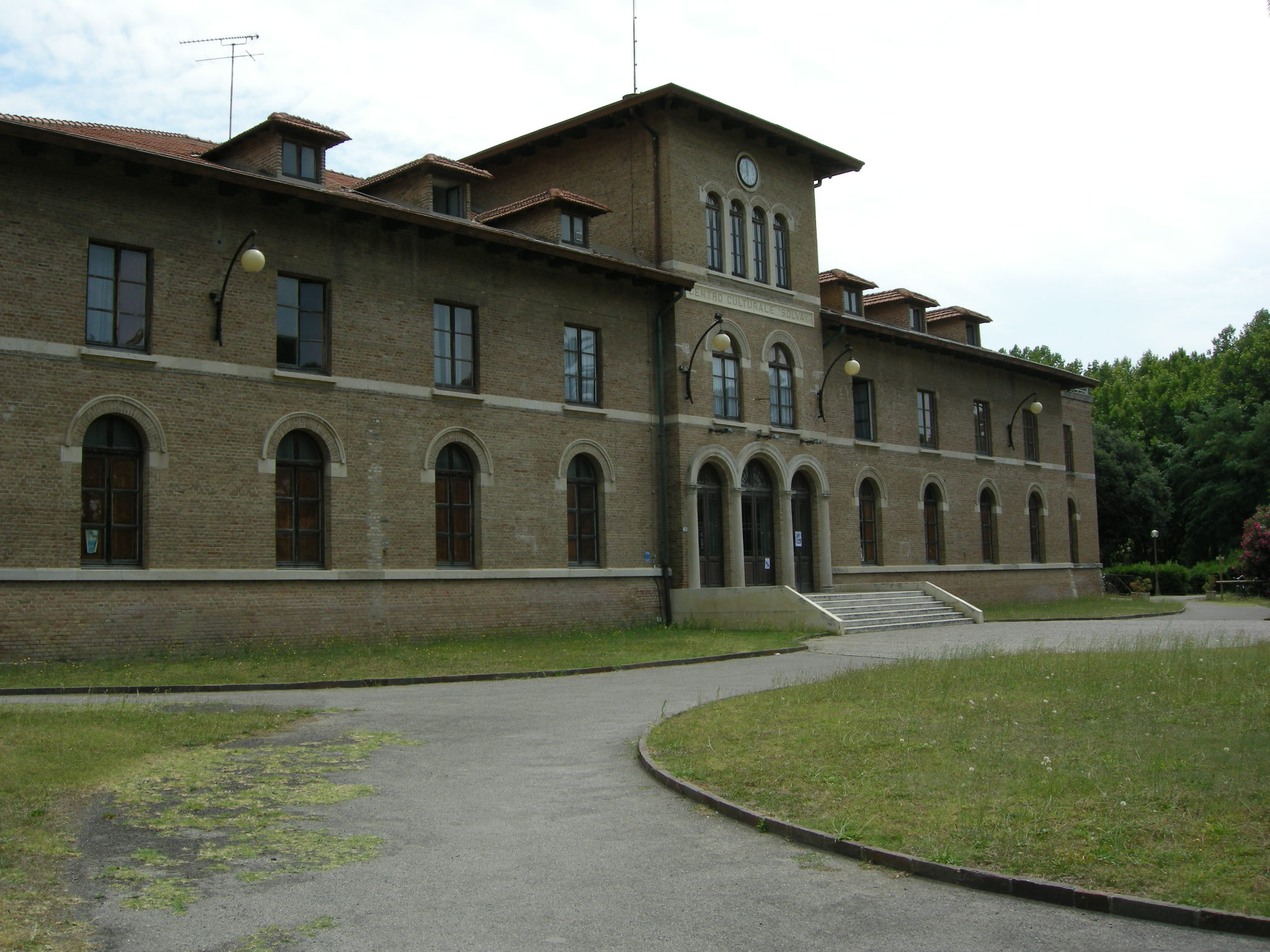
Teatro Solvay

### Filmografia
- Gabriele Veronesi, Federico La Piccirella, Rosignano Solvay - La fabbrica che si fece giardino, Taiga, 2017.